# Маринела (Ређо ди Калабрија)
Маринела (итал. Marinella) је насеље у Италији у округу Ређо ди Калабрија, региону Калабрија.
Према процени из 2011. у насељу је живело 109 становника. Насеље се налази на надморској висини од 15 м.